# Houston Texans 2022
La stagione 2022 degli Houston Texans è stata la 21ª della franchigia nella National Football League, la prima e unica con Lovie Smith come capo-allenatore.
Per la prima volta dal 2016, il quarterback Deshaun Watson non fece parte del roster, essendo stato scambiato con i Cleveland Browns il 18 marzo 2022.
Nel primo turno i Texans fecero registrare il primo pareggio della storia della franchigia contro gli Indianapolis Colts. Tuttavia la squadra faticò in seguito, facendo registrare la sua peggior partenza dal 2005. Per il terzo anno consecutivo, i Texans furono la prima squadra eliminata dalla caccia ai playoff dopo una sconfitta nella settimana 13 contro i Cleveland Browns. Houston non riuscì a migliorare il record di 4–13 della stagione precedente dopo una sconfitta per 31–3 contro i Jaguars ed ebbero una striscia di nove sconfitte consecutive tra la settimana 7 e la settimana 15, la loro peggiore dal 2013. I Texans non vinsero alcuna gara interna nel 2022, terminando con un bilancio di 0-7-1 all'NRG Stadium. Anche se riuscirono ad evitare il peggior record della loro storia, stabilito nel 2005 e nel 2013 dopo una vittoria nell'ultimo turno contro i Colts, i Chicago Bears gli soffiarono la prima scelta assoluta nel Draft NFL 2023 dopo una sconfitta contro i Minnesota Vikings. L'8 gennaio 2023, poche ore dopo l'ultima gara della stagione regolare, i Texans licenziarono Lovie Smith.

## Scelte nel Draft 2022
| Scelte dei Texans nel Draft 2022 |        |                    |       |           |
| Giro                             | Scelta | Giocatore          | Ruolo | College   |
| 1                                | 3      | Derek Stingley Jr. | CB    | LSU       |
| 1                                | 15     | Kenyon Green       | OG    | Texas A&M |
| 2                                | 37     | Jalen Pitre        | S     | Baylor    |
| 2                                | 44     | John Metchie III   | WR    | Alabama   |
| 3                                | 75     | Christian Harris   | LB    | Alabama   |
| 4                                | 107    | Dameon Pierce      | RB    | Florida   |
| 5                                | 150    | Thomas Booker      | DT    | Stanford  |
| 5                                | 170    | Teagan Quitoriano  | TE    | Oregon    |
| 6                                | 205    | Austin Deculus     | OT    | LSU       |

## Staff
| Staff degli Houston Texans nel 2022 |
| --- |
| Organi dirigenziali - Proprietario – Janice McNair - Amministratore delegato – Cal McNair - Presidente – Greg Grissom - General manager – Nick Caserio - Vice presidente esecutivo delle operazioni del football – Jack Easterby - Vice presidente esecutivo/consulente generale – Greg Kondritz - Direttore delle operazioni del football – Clay Hampton - Assistente delle operazioni del personale dei giocatori – Matt Bazirgan - Assistente delle operazioni del personale dei giocatori – James Liipfert - Direttore dello sviluppo della squadra – Dylan Thompson Capo allenatore - Capo–allenatore – Lovie Smith Altri allenatori - Preparatore atletico – Mike Eubanks - Assistente p.a. – James Hardy - Assistente p.a. – Joe Distor - Assistente p.a. – Pat Moorer Allenatori dell'attacco - Coordinatore offensivo – Pep Hamilton - Running back – Danny Barrett - Wide receiver/gioco sui passaggi – Ben McDaniels - Tight end – Tim Berbenich - Offensive line – George Warhop - Assistente offensive line – Hal Hunter - Assistente attacco – DeNarius McGhee - Assistente attacco – Robbie Picazo - Assistente attacco/quarterback – Ted White Allenatori della difesa - Defensive line – Jacques Cesaire - Assistente defensive line – Kenyon Jackson - Linebacker – Miles Smith - Cornerback – Dino Vasso - Safety – Joe Danna - Assistente difesa – Ben Bolling - Assistente difesa/nickel – Ilir Emini - Assistente difesa – Dele Harding Allenatori dello special team - Coordinatore dello Special team – Frank Ross - Assistente special team – Sean Baker |

## Roster
| Roster degli Houston Texans nel 2022 |
| --- |
| Quarterback - 3 Kyle Allen - 10 Davis Mills Running Back - 28 Rex Burkhead - 26 Royce Freeman - 34 Troy Hairston FB - 33 Dare Ogunbowale - 31 Dameon Pierce Wide Receiver - 12 Nico Collins - 13 Brandin Cooks - 4 Phillip Dorsett - 15 Chris Moore Tight End - 85 Pharaoh Brown - 9 Brevin Jordan Offensive Linemen - 68 Justin Britt C - 60 A.J. Cann G - 76 Austin Deculus T - 59 Kenyon Green G - 67 Charlie Heck T - 71 Tytus Howard T - 64 Justin McCray G - 54 Scott Quessenberry C - 78 Laremy Tunsil T Defensive Linemen - 97 Mario Addison DE - 56 Thomas Booker DT - 96 Maliek Collins DT - 98 Michael Dwumfour DT - 92 Rasheem Green DE - 52 Jonathan Greenard DE - 69 Kurt Hinish DT - 55 Jerry Hughes DE - 79 Roy Lopez DT - 45 Ogbonnia Okoronkwo DE Linebacker - 53 Blake Cashman OLB - 51 Kamu Grugier-Hill MLB - 49 Jake Hansen MLB - 48 Christian Harris OLB - 43 Neville Hewitt OLB - 58 Christian Kirksey MLB - 44 Jalen Reeves-Maybin OLB - 32 Garret Wallow MLB Defensive Back - 25 Desmond King CB - 23 Eric Murray SS - 21 Steven Nelson CB - 36 Jonathan Owens SS - 5 Jalen Pitre FS - 1 Tremon Smith CB - 29 M.J. Stewart FS - 24 Derek Stingley Jr. CB - 37 Tavierre Thomas CB Special Team - 7 Kaʻimi Fairbairn K - 11 Cameron Johnston P - 46 Jon Weeks LS Lista delle riserve - 30 Darius Anderson RB (IR) - 88 John Metchie III WR (NF-Ill.) - 84 Teagan Quitoriano TE (IR) - 95 Derek Rivers DE (IR) - 27 Kendall Sheffield CB (Waived/injured) Squadra di allenamento - -- Jordan Akins TE - 35 Grayland Arnold SS - 17 Jalen Camp WR - 6 Jeff Driskel QB - 81 Drew Estrada WR - 38 Jacobi Francis SS - 94 Demone Harris DE - 89 Johnny Johnson III WR - 2 Marlon Mack RB - 39 Tristin McCollum FS - 79 Jimmy Morrissey C - 75 Adedayo Odeleye DE - 77 Cedric Ogbuehi T - 57 Kevin Pierre-Louis OLB - 47 Mason Schreck TE - 70 Jordan Steckler T 53 attivi, 5 inattivi, 15 nella squadra di allenamento |
| Legenda - I rookie sono in corsivo. - Il primo ruolo è il principale mentre gli eventuali successivi indicano i ruoli secondari. - (IR) sta per Injured Reserve ed indica la lista ristretta per un solo giocatore infortunato che può tornare ad allenarsi dopo la settimana 6 e a rientrare in prima squadra dopo che questa ha giocato 8 partite. - (NF-Inj.) / (NF-Ill.) stanno rispettivamente per Non-Football Injured e Non-Football Illness ed indicano le liste dove viene inserito un giocatore che ha un infortunio o una malattia non dipendente dal football americano. - (PUP) sta per Physically Unable to Perform ed indica la lista dove viene inserito un giocatore mentre è in attesa di recuperare la condizione fisica. Nella stagione regolare dopo la sesta partita giocata dalla propria squadra, il giocatore ha tempo tre settimane per riprendere ad allenarsi, più tre settimane aggiuntive dal suo rientro agli allenamenti per rientrare in prima squadra. |

## Precampionato
Il 12 maggio 2022 sono statd annunciate le partite dei Texans nel precampionato.
| Precampionato |                |                     |           |        |              |         |
| Settimana     | Data           | Avversario          | Risultato | Record | Stadio       | Sintesi |
| 1             | 13 agosto 2022 | New Orleans Saints  | V 17-13   | 1-0    | NRG Stadium  | Sintesi |
| 2             | 19 agosto 2022 | @ Los Angeles Rams  | V 24-20   | 2-0    | SoFi Stadium | Sintesi |
| 3             | 25 agosto 2022 | San Francisco 49ers | V 17-0    | 3-0    | NRG Stadium  | Sintesi |

## Stagione regolare

### Calendario
Il calendario della stagione regolare è stato annunciato il 12 maggio 2022. Il gruppo degli avversari, stabiliti sulla base delle rotazioni previste dalla NFL per gli accoppiamenti tra le division nonché dai piazzamenti ottenuti nella stagione precedente, fu giudicato come il 19º più duro da affrontare tra tutti quelli della stagione 2022.
| Stagione regolare |                   |                         |               |        |                            |         |
| Settimana         | Data              | Avversario              | Risultato     | Record | Stadio                     | Sintesi |
| 1                 | 11 settembre 2022 | Indianapolis Colts      | P 20-20 (DTS) | 0-0-1  | NRG Stadium                | Sintesi |
| 2                 | 18 settembre 2022 | @ Denver Broncos        | S 9-16        | 0-1-1  | Empower Field at Mile High | Sintesi |
| 3                 | 25 settembre 2022 | @ Chicago Bears         | S 20-23       | 0-2-1  | Soldier Field              | Sintesi |
| 4                 | 2 ottobre 2022    | Los Angeles Chargers    | S 24-34       | 0-3-1  | NRG Stadium                | Sintesi |
| 5                 | 9 ottobre 2022    | @ Jacksonville Jaguars  | V 13-6        | 1-3-1  | TIAA Bank Field            | Sintesi |
| 6                 | Riposo            | Riposo                  | Riposo        | Riposo | Riposo                     | Riposo  |
| 7                 | 23 ottobre 2022   | @ Las Vegas Raiders     | S 20-38       | 1-4-1  | Allegiant Stadium          | Sintesi |
| 8                 | 30 ottobre 2022   | Tennessee Titans        | S 10-17       | 1-5-1  | NRG Stadium                | Sintesi |
| 9                 | 3 novembre 2022   | Philadelphia Eagles (T) | S 17-29       | 1-6-1  | NRG Stadium                | Sintesi |
| 10                | 13 novembre 2022  | @ New York Giants       | S 16-24       | 1-7-1  | MetLife Stadium            | Sintesi |
| 11                | 20 novembre 2022  | Washington Commanders   | S 10-23       | 1-8-1  | NRG Stadium                | Sintesi |
| 12                | 27 novembre 2022  | @ Miami Dolphins        | S 15-30       | 1-9-1  | Hard Rock Stadium          | Sintesi |
| 13                | 4 dicembre 2022   | Cleveland Browns        | S 14-27       | 1-10-1 | NRG Stadium                | Sintesi |
| 14                | 11 dicembre 2022  | @ Dallas Cowboys        | S 23-27       | 1-11-1 | AT&T Stadium               | Sintesi |
| 15                | 18 dicembre 2022  | Kansas City Chiefs      | S 24-30 (DTS) | 1-12-1 | NRG Stadium                | Sintesi |
| 16                | 24 dicembre 2022  | @ Tennessee Titans      | V 19-14       | 2-12-1 | Nissan Stadium             | Sintesi |
| 17                | 1º gennaio 2023   | Jacksonville Jaguars    | S 3-31        | 2-13-1 | NRG Stadium                | Sintesi |
| 18                | 8 gennaio 2023    | @ Indianapolis Colts    | V 32-31       | 3-13-1 | Lucas Oil Stadium          | Sintesi |

Note:
- Gli avversari della propria division sono in grassetto.
- Il simbolo "@" indica una partita giocata in trasferta.
- (M) indica il Monday Night Football, (T) il Thursday Night Football e (S) il Sunday Night Football.